# 建國路 (高雄市)
建國路（Jianguo Rd.）為高雄市三民區東西向主要幹道，起端於鳳山區銜接中山西路，末端止於鼓山區新豐代天府，為高雄的重要交通樞紐，途經高雄車站、高雄公車總站以及高雄中學，另外建國二路也是俗稱的電腦街。

## 行經行政區域
- 鳳山區
- 苓雅區
- 三民區
- 鹽埕區
- 鼓山區

## 分段
建國路共分為四個部份：
- 建國一路：東起於澄清路口接中山西路，西於民族路口接建國二路。
- 建國二路：東於民族路口接建國一路，西於中山一路口接建國三路。此段被稱為「電腦街」。
- 建國三路：東於中山一路口接建國二路，西於河西一路、建國四路口接北端街。
- 建國四路：東於建國三路、北端街口接河西一路，西止於鼓山區新豐代天府前。

## 歷史
建國路的歷史始於日治時代，當時的臺灣總督府配合新市區計畫與新高雄車站站址，而於車站站房預訂地前方保留了一大片的廣場，並在正面興建當時高雄市最寬的道路「昭和通」（現在的中山路)，以及東西向的「高風路」（今建國路）

## 沿線設施
（由東至西）
- 建國一路
  - 中山高速公路367A 高雄
  - 高雄市立大仁國民中學(148號)
  -  環狀輕軌聖功醫院站(新建中)
  - 麥當勞高雄建國二餐廳（306號）
  - 聖功醫院(352號)
  - 高雄市私立道明高級中學(354號)
  - 救世主堂(271號)
  - 交通部公路局高雄市區監理所苓雅監理站(454號)
  - 中國國民黨高雄市黨部(463號)

- 建國二路(本路段為電腦資訊街)
  - 順發3C總公司(2號)
  - 台灣中油建國二路站(66號)
  - 燦坤建國店（226、228號）
  - 統聯客運建國站(265-2號)
  -  台鐵 /  紅線 高雄車站(318號)
  - 舊高雄車站

- 建國三路
  - 郵政博物館高雄分館（2-2號2樓）[2]
  - 高雄客運建國站(79號)
  - 高雄市立高雄高級中學(50號)
  - 南山醫院(151號)
  - 高雄第三信用合作社總社(327號)
  - 高雄市政府警察局三民第一分局三民派出所(188號)
  - 三鳳中街停車場
  - 高雄市三民區三民國小(261號) （页面存档备份，存于）
  - 高雄市三民區河濱國小(門牌設於河濱一路339號)
  - 建國橋

- 建國四路
  - 高雄市政府警察局鹽埕分局（337號）
  - 台灣中油鹽埕站（331號）
  - 高雄市政府警察局鹽埕分局建國四路派出所（257號）
  - 內政部警政署刑事警察局南部打擊犯罪中心（116號）
  - 駁二夜市(只有周末營業)

## 公車資訊
| 編號                | 經營業者   | 區間                                             | 備註                         |
| ------------------- | ---------- | ------------------------------------------------ | ---------------------------- |
| 12                  | 港都客運   | 小港站－高雄車站（中山路）                       | 部分班次繞駛飛機路。         |
| 26                  | 統聯客運   | 瑞豐站－高醫（高雄醫學大學）                     |                              |
| 28                  | 南台灣客運 | 加昌站－高雄車站（建國路）                       |                              |
| 36                  | 港都客運   | 前鎮站－高雄車站（建國路）                       |                              |
| 52                  | 港都客運   | 建軍站（捷運衛武營站）－高雄車站（站東路）       |                              |
| 53                  | 港都客運   | 建軍站（捷運衛武營站）－高雄車站（中山路）       |                              |
| 56                  | 港都客運   | 高雄車站（中山路）－壽山動物園                   | 週一停駛。                   |
| 覺民幹線（60）      | 高雄客運   | 駁二藝術特區－夢裡活動中心                       |                              |
| 覺民幹線（60）區間  | 高雄客運   | 駁二藝術特區－長庚醫院                           |                              |
| 小港幹線（69）      | 港都客運   | 小港站－高雄車站（中山路）                       | B線延駛明鳳。                |
| 72                  | 漢程客運   | 金獅湖站－中正高工                               |                              |
| 82                  | 統聯客運   | 瑞豐站－歷史博物館                               |                              |
| 83                  | 統聯客運   | 中崙社區－高雄車站（中山路）                     |                              |
| 建國幹線（88）      | 港都客運   | 鳳山轉運站（捷運大東站）－捷運鹽埕埔站（大仁路） |                              |
| 建國幹線（88） 延駛 | 港都客運   | 埤頂派出所－捷運鹽埕埔站（大仁路）               |                              |
| 自由幹線（92）      | 漢程客運   | 金獅湖站－高雄車站（站東路）                     |                              |
| 百貨幹線（100）     | 統聯客運   | 瑞豐站－博愛路口（漢神巨蛋）                     |                              |
| 中華幹線（205）     | 港都客運   | 加昌站－輕軌夢時代站（統一時代百貨）             | 二段收費。                   |
| 內惟幹線（218）     | 港都客運   | 加昌站－高雄車站（建國路）                       | B線延駛合群社區。 二段收費。 |
| 248                 | 南台灣客運 | 建軍站（捷運衛武營站）－鼓山輪渡站               | 二段收費。                   |
| 301                 | 南台灣客運 | 加昌站－高雄車站（建國路）                       | 二段收費。                   |
| 紅25                | 皇冠大車隊 | 先勝路口－高雄車站（中山路）                     |                              |
| 紅27                | 港都客運   | 高雄車站（站東路）－中都街口                     |                              |
| 紅30                | 漢程客運   | 澄清湖棒球場－高雄車站                           |                              |
| 紅31                | 漢程客運   | 金獅湖站－高雄車站（建國路）                     |                              |

## 公共自行車
- 高雄市公共自行車租賃系統：
  - 福德公有停車場：建國一路/福德二路口(西南角)
  - 道明中學：建國一路201號(對面)
  - 彩虹公園：建國一路/建國一路385巷(東南側)
  - 建國錦田路口西北側：建國二路/錦田路口西北側
  - 建國忠孝一路口：建國二路/忠孝一路(東北側)
  - 建國林森路口：建國二路235號前
  - 高雄車站(東南側)：南華路/建國二路(東北側)
  - 高雄車站(西南側)：建國三路/站西路(西北側)
  - 建國同愛街口西北側：建國三路/同愛街口西北側
  - 高雄中學(東側)：建國三路50號(右側人行道)
  - 市立高雄高級中學：市立高雄高級中學大門西側人行道
  - 三民國小：建國三路與三德西街西北側
  - 建國三路中庸街口：建國三路487號(人行道)
  - 河濱國小：建國三路/市中一路口(西南側)
  - 五福建國路口東南側：五福四路267號